# Noungou de Komestenga
Pour les articles homonymes, voir Noungou et Komestenga.
Ne doit pas être confondu avec Noungou de Sanga.
Noungou de Komestenga est une localité située dans le département de Mané de la province du Sanmatenga dans la région Centre-Nord au Burkina Faso.

## Histoire
En avril 2014, un conflit de longue date, en rapport avec l'utilisation de terres entre les agriculteurs de Noungou de Komestenga et les éleveurs de Bouidi et de Ouénané, a entrainé d'importantes violences entre les villageois des trois localités aboutissant à un mort, deux blessés et des déplacés à Bouidi et à Ouénané à la suite d'incendies des habitations.

## Éducation et santé
Le centre de soins le plus proche de Noungou de Komestenga est le centre de santé et de promotion sociale (CSPS) de Mané tandis que le centre hospitalier régional (CHR) se trouve à Kaya.
Noungou de Komestenga possède un centre d'alphabétisation,.